# Мерсада Бећирспахић
Мерсада Бећирспахић (Бихаћ, 8. децембар 1957) некадашња је југословенска кошаркашица.
Каријеру је започела 1973. године у родном Бихаћу. Већ наредне, 1974. године, прешла је у Млади Крајишник из Бање Луке, гдје је играла до 1985. године. Запаженим играма, Мерсада је током 1980-их година стигла и до репрезентације СФР Југославије. Учествовала је на Летњим олимпијским играма 1980, када су југословенске кошаркашице заузеле треће место. Поред медаље на олимпијским играма, са репрезентацијом Југославије освојила је још једну бронзану медаљу на Европском првенству одржаном у Бањалуци 1980. године. Те године проглашена је најбољим спортистом Босанске Крајине. Године 1981. са репрезентацијом је освојила друго мјесто на Универзијади у Букурешту и четврто мјесто на Европском првенству у Анкони. Каријеру је наставила у Француској, а 1995. престала је активно да игра.

## Успеси

### Репрезентативни
- Бронзане медаље

Олимпијске игре 1980. Москва
Европско првенство 1980. Бања Лука